# Bouteloua americana
Bouteloua americana är en gräsart som först beskrevs av Carl von Linné, och fick sitt nu gällande namn av Frank Lamson Scribner. Bouteloua americana ingår i släktet Bouteloua och familjen gräs. Inga underarter finns listade i Catalogue of Life.